# Склафани Бани
Скла̀фани Ба̀ни (на италиански и на сицилиански Sclafani Bagni) е село и община в Южна Италия, провинция Палермо, автономен регион и остров Сицилия. Разположено е на 813 m надморска височина. Населението на общината е 454 души (към 2010 г.).